# Ursula Richter (productrice)
Ursula Richter (Stockholm, 12 juillet 1932 - 16 octobre 2007) est une productrice animatrice et scénariste de radio suédoise. 